# Dobrkovice
Dobrkovice (deutsch Dobrkowitz, 1939–1945 Doberkowitz) ist eine Gemeinde in Tschechien. Sie liegt acht Kilometer nördlich von Uherský Brod und gehört zum Okres Zlín.

## Geographie
Dobrkovice befindet sich im Südwesten des Wisowitzer Berglandes im Tal der Holomňa. Nördlich erhebt sich der Za Dvorem (410 m), im Nordosten der Kopec (337 m), südlich der Březí (376 m) und der Barák (383 m), im Südwesten der Chlupáč, westlich der Obce (336 m) sowie im Nordwesten die Kopanice (349 m).
Nachbarorte sind Velký Ořechov im Norden, Hřivínův Újezd, Seče und Kaňovice im Nordosten, Luhačovice im Osten, Biskupice und Polichno im Südosten, Maršov im Süden, Pašovice im Südwesten, Nedachlebice im Westen sowie Částkov, Háčky, Kelníky und Lány im Nordwesten.

## Geschichte
Die erste schriftliche Erwähnung von Dobrkouicz erfolgte 1360, als Vítek von Březolupy  das Gut von den Brüdern Přech und Ješek von Slaneč erwarb. Um 1382 erbte Víteks Bruder Janáč von Újezd das Gut, er verkaufte Dobrkowicze 1397 an Mikoláš von Rozsochatec. Dieser bezeichnete sich später als Mikuláš von Dobrkovice und überschrieb das Gut 1406 an Mikšík von Újezd. Zikmund von Honbice, der Dobrkowicze 1417 erwarb, vereinigte das Gut mit Ořechov. Ihm folgte sein Sohn Jiřík, dessen Söhne Markvart, Jiřík, Václav und Jan um 1480 den Besitz teilten. Dabei fielen Dobrkowicze und Pašovice gemeinschaftlich Václav und Jan von Honbice zu. Zwischen 1499 und 1504 ist Cilka von Brod als Besitzer des Gutes Dobrkovice-Pašovice nachweisbar. Danach gelangte das Gut wieder an Václav und Jan von Honbice zurück, die es 1512 ihrem Bruder Jiřík überließen. Dieser übereignete das Gut vier Jahre später seinem Schwiegersohn Hynek von Zástřizl. Hynek vereinigte Dobrkovice-Pašovice mit seinen weiteren Gütern Hřivínův Újezd und Prakšice, wobei er letzteres zu seinem Sitz machte. Er begründete einen neuen Zweig der Herren von Zástřizl, das Rittergeschlecht der Zástřizl von Prakšice. 1520 erbte Jiří Prakšický von Zástřizl den Besitz. Dessen Söhne Oneš und Adam lösten Dobrkowicze und Pašovice zwischen 1533 und 1535 wieder von Prakšice los und schlossen die Güter erneut an Ořechov an. Adam von Zástřizl erweiterte den Besitz und machte die Feste Ořechov zum Zentrum seiner Güter. Im Jahre 1581 erwarb Jan Hanuš von Šaratice die Herrschaft Ořechov. Zwischen 1603 und 1608 wurde Ořechov mit allem Zubehör unter Johann Zendler von Hof an dessen Gut Zlín angeschlossen. Havel Kurovský von Vrchlabí, der Ořechov 1608 erwarb, löste das Gut wieder von Zlín los. Ab 1610 gehörte Ořechov Václav Kokorský von Kokor. Dieser verkaufte den Besitz 1614 für 48.000 Gulden an die Witwe des Johann Haugwitz von Biskupitz, Maria Magdalena von Zierotin, die Ehefrau von Johann Friedrich von Zierotin auf Strážnice. Zierotins Güter wurden nach der Schlacht am Weißen Berg konfisziert und an den schlesischen Grafen von Gaschin verkauft. Von dessen Witwe Benigna, geborene Haugwitz von Biskupitz und Krumlov erwarb 1652 Leo Wilhelm von Kaunitz auf Uherský Brod die Güter Hřivínův Újezd und Ořechov und schlug sie seiner Herrschaft Uherský Brod zu. Im Hufenregister von 1671 sind für Dobrkovice 19 Anwesen ausgewiesen, von denen vier wüst lagen. Im Jahre 1720 wurde der Ort als Dobřzkowitz und 1751 als Dobrkowitz bezeichnet. Dobrkowitz bestand im Jahre 1836 aus 41 Häusern und hatte ein Katastralgebiet von 433 Hektarn. Bis zur Mitte des 19. Jahrhunderts blieb Dobrkowitz immer nach Uherský Brod untertänig. Besitzer der Güter waren bis ins 20. Jahrhundert die Grafen von Kaunitz.
Nach der Aufhebung der Patrimonialherrschaften bildete Dobrkowice ab 1850 eine Gemeinde in der Bezirkshauptmannschaft und dem Gerichtsbezirk Uherský Brod. Zu dieser Zeit lebten in dem von Land- und Weidewirtschaft geprägten Dorf 232 Personen. 1869 bestand der Ort aus 45 Häusern und hatte 223 Einwohner. Seit 1872 wird der Ort als Dobrkovice bezeichnet. Im selben Jahre wurde die Dorfschule eingeweiht, zuvor erfolgte der Unterricht in Velký Ořechov. Im Jahre 1880 hatte die Gemeinde 264 Einwohner und 1921 waren es 330. Im Jahre 1910 entstand die Anschlussstraße von Dobrkovice zur Verbindungsstraße Uherský Brod – Velký Ořechov – Zlín. Im Zuge der Bodenreform von 1923 erhielt die Gemeinde 23 ha Land, das zuvor zum Großgrundbesitz von Josef Pálffy in Velký Ořechov und Alois Serényi Sečovský in Kaňovice gehört hatte. 1925 kaufte die Gemeinden Dobrkovice und Kaňovice den Hof Seče auf, 15 ha des Hofes entfielen dabei auf Dobrkovice. Die neue Brücke über die Holomňa wurde 1933 errichtet. Im Jahre 1934 bestanden in Dobrkovice 64 landwirtschaftliche Betriebe. Die Freiwillige Feuerwehr gründete sich 1942. Elektrifiziert wurde das Dorf im Jahre 1945. 1949 wurde das Dorf dem Okres Zlín zugeordnet. Ab 1950 gehörte die Gemeinde zum Okres Gottwaldov-okolí und ab 1960 wieder zum Okres Gottwaldov, der nach der politischen Wende seit 1990 wieder den Namen Okres Zlín trägt. Im Jahre 1961 erreichte Dobrkovice mit 366 Einwohnern seine höchste Bevölkerungszahl. Die Schule wurde 1976 wegen zu geringer Schülerzahl geschlossen. Zwischen 1980 und 1990 war Dobrkovice nach Velký Ořechov eingemeindet. Beim Zensus von 1991 lebten in den 84 Häusern des Dorfes 315 Personen. Pfarrort ist Velký Ořechov, dort befindet sich auch das Standesamt, zuvor war es zwischen 1950 und 1960 in Prakšice.

## Ortsgliederung
Für die Gemeinde Dobrkovice sind keine Ortsteile ausgewiesen.

## Sehenswürdigkeiten
- Barocke Statue Johannes des Täufers, geschaffen 1744
- gezimmerter walachischer Glockenturm, er wurde 1935 instand gesetzt
- Kapelle Jungfrau Maria Helferin der Christen, errichtet 1997
- Kreuz am Haus Nr. 27, errichtet 1947 durch Vojtěch Fuglík